# St. Helens (Oregon)

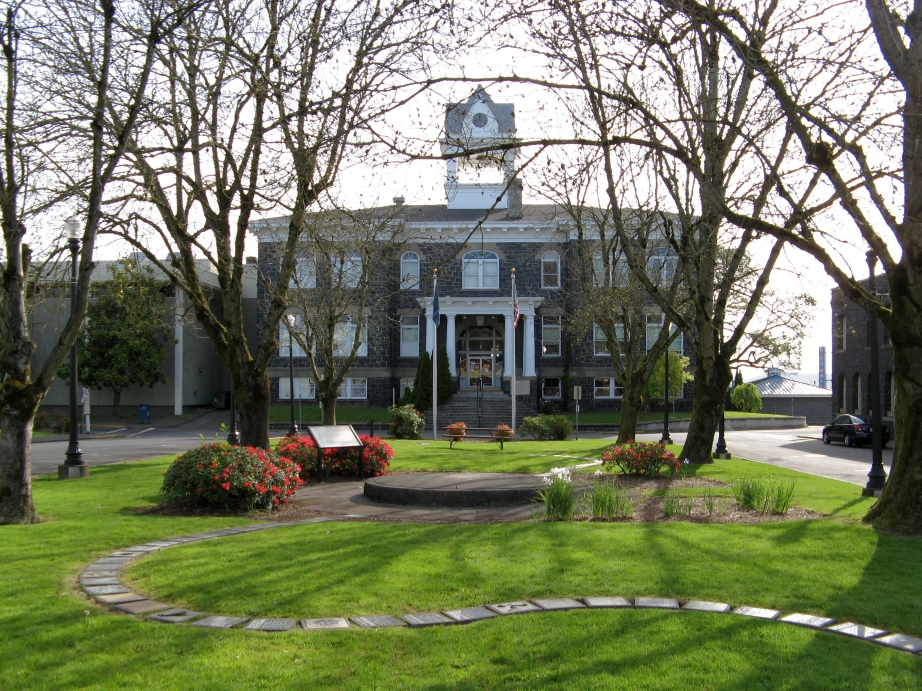
A törvényszék épülete

St. Helens az Amerikai Egyesült Államok északnyugati részén, Oregon állam Columbia megyéjében helyezkedik el, egyben a megye székhelye is. A 2010. évi népszámláláskor 12 883 lakosa volt. A város területe 14,27 km², melyből 2,54 km² vízi.
Az Új-Anglia-beli Henry Montgomery Knighton alapította 1845-ben Plymouth néven. A 63 km-re fekvő washingtoni Saint Helens-hegy után változtatták meg nevét az 1850-es évek második felében.
A városon áthalad a 30-as út.

## Történet
St. Helens kikötővárost az 1840-es években alapították a Columbia folyó mentén. 1853-ban a Pacific Mail Steamship Company megpróbálta kisajátítani, de portlandi kereskedők a San Franciscó-i Peytona gőzhajó segítségével áttörték a blokádot.
St. Helens 1889-ben kapott városi rangot.
A Lewis–Clark-expedíció tagjai az 1805. november 5-i éjszakán, az óceán felé tartva táboroztak itt, és tartózkodásuk alatt számos indiánnal találkoztak. Clark a helyet „alacsony sziklaszirtekként” jellemezte.

## Éghajlat
A térség nyarai melegek (de nem forróak) és szárazak, a havi maximum átlaghőmérséklet 22 °C. A Köppen-skála alapján a város éghajlata meleg nyári mediterrán. A legcsapadékosabb a november–január, a legszárazabb pedig a július–augusztus közötti időszak. A legmelegebb hónap augusztus, a leghidegebb pedig december.
| Hónap                                   | Jan.  | Feb.  | Már. | Ápr. | Máj. | Jún. | Júl. | Aug. | Szep. | Okt. | Nov.  | Dec.  | Év    |
| --------------------------------------- | ----- | ----- | ---- | ---- | ---- | ---- | ---- | ---- | ----- | ---- | ----- | ----- | ----- |
| Rekord max. hőmérséklet (°C)            | 17,0  | 22,0  | 28,0 | 32,0 | 39,0 | 40,0 | 41,0 | 42,0 | 41,0  | 34,0 | 22,0  | 14,0  | 42,0  |
| Átlagos max. hőmérséklet (°C)           | 8,0   | 10,7  | 14,0 | 17,3 | 20,8 | 24,1 | 27,5 | 28,0 | 24,8  | 18,4 | 11,2  | 7,6   | 17,7  |
| Átlaghőmérséklet (°C)                   | 4,3   | 6,0   | 8,7  | 11,1 | 14,2 | 17,6 | 20,1 | 20,5 | 17,8  | 12,7 | 7,3   | 4,4   | 12,1  |
| Átlagos min. hőmérséklet (°C)           | 0,6   | 1,3   | 3,4  | 4,8  | 7,6  | 11,0 | 12,8 | 13,0 | 10,8  | 6,9  | 3,4   | 1,1   | 6,4   |
| Rekord min. hőmérséklet (°C)            | −13,0 | −16,0 | −8,0 | −7,0 | −6,0 | 1,0  | 3,0  | −1,0 | 1,0   | −7,0 | −12,0 | −17,0 | −17,0 |
| Átl. csapadékmennyiség (mm)             | 159   | 122   | 120  | 86   | 72   | 49   | 18   | 28   | 43    | 80   | 163   | 172   | 1112  |
| Forrás: Western Regional Climate Center |       |       |      |      |      |      |      |      |       |      |       |       |       |

## Népesség

### 2010
A 2010-es népszámláláskor a városnak 12 883 lakója, 4847 háztartása és 3243 családja volt. A népsűrűség 1098 fő/km². A lakóegységek száma 5154, sűrűségük 439,3 db/km². A lakosok 90,3%-a fehér, 0,6%-a afroamerikai, 1,6%-a indián, 1,3%-a ázsiai, 0,3%-a a Csendes-óceáni szigetekről származik, 1,3%-a egyéb-, 4,5% pedig kettő vagy több etnikumú. A spanyolajkú vagy latino származásúak aránya 6,1% (4,5% mexikói, 0,2% Puerto Ricó-i, 0,1% kubai, 1,2% pedig egyéb spanyolajkú/latino származású).
A háztartások 38,6%-ában élt 18 évnél fiatalabb. 46,5% házas, 14,3% egyedülálló nő, 6,1% pedig egyedülálló férfi; 33,1% pedig nem család. 26,1% egyedül élt; 9,9%-uk 65 éves vagy idősebb. Egy háztartásban átlagosan 2,59 személy élt; a családok átlagmérete 3,11 fő.
A medián életkor 34 év volt. A város lakóinak 27,6%-a 18 évesnél fiatalabb, 9% 18 és 24 év közötti, 29,9%-uk 25 és 44 év közötti, 23,3%-uk 45 és 64 év közötti, 10,2%-uk pedig 65 éves vagy idősebb. A lakosok 49,8%-a férfi, 50,2%-uk pedig nő.

### 2000
A 2000-es népszámláláskor a városnak 10 019 lakója, 3722 háztartása és 2579 családja volt. A népsűrűség 889,3 fő/km². A lakóegységek száma 4032, sűrűségük 357,9 db/km². A lakosok 92,74%-a fehér, 0,34%-a afroamerikai, 1,68%-a indián, 0,63%-a ázsiai, 0,15%-a Csendes-óceáni szigetekről származik, 1,35%-a egyéb-, 3,11% pedig kettő vagy több etnikumú. A spanyolajkúak vagy latino származásúak aránya 4,05% (2,6% mexikói, 0,1% Puerto Ricó-i, 0,1% kubai, 1,3% pedig egyéb spanyol/latino származású).
A háztartások 39,3%-ában élt 18 évnél fiatalabb. 51,5% házas, 12,6% egyedülálló nő; 30,7% pedig nem család. 24,2% egyedül élt; 7,9%-uk 65 éves vagy idősebb. Egy háztartásban átlagosan 2,65 személy élt; a családok átlagmérete 3,12 fő.
A város lakóinak 30,2%-a 18 évnél fiatalabb, 9%-a 18 és 24 év közötti, 31,7%-a 25 és 44 év közötti, 19,6%-a 45 és 64 év közötti, 9,6%-a pedig 65 éves vagy idősebb. A medián életkor 32 év volt. Minden 18 évnél idősebb 100 nőre 98,9 férfi jut; a 18 évnél idősebb nőknél ez az arány 96,2.
A háztartások medián bevétele 40 648 amerikai dollár, ez az érték családoknál $45 548. A férfiak medián keresete $39 375, míg a nőké $26 725. A város egy főre jutó bevétele (PCI) $17 237. A családok 8,7%-a, a teljes népesség 11,9%-a élt létminimum alatt; a 18 év alattiaknál ez a szám 16,5%, a 65 évnél idősebbeknél pedig 4,6%.

## Oktatás
A helyi iskolák fenntartója a St. Helens-i Iskolakerület.

## Média
A város hetilapja az 1881 óta kiadott The Chronicle.
A helyi rádió a középhullámon sugárzó KOHI.

### Film
A városban forgatták többek között a Boszorkányváros című filmet és az Alkonyat filmadaptációját is.

## Testvérváros
- Bowral, Ausztrália

## Nevezetes személyek
- Chris Wakeland – baseballjátékos

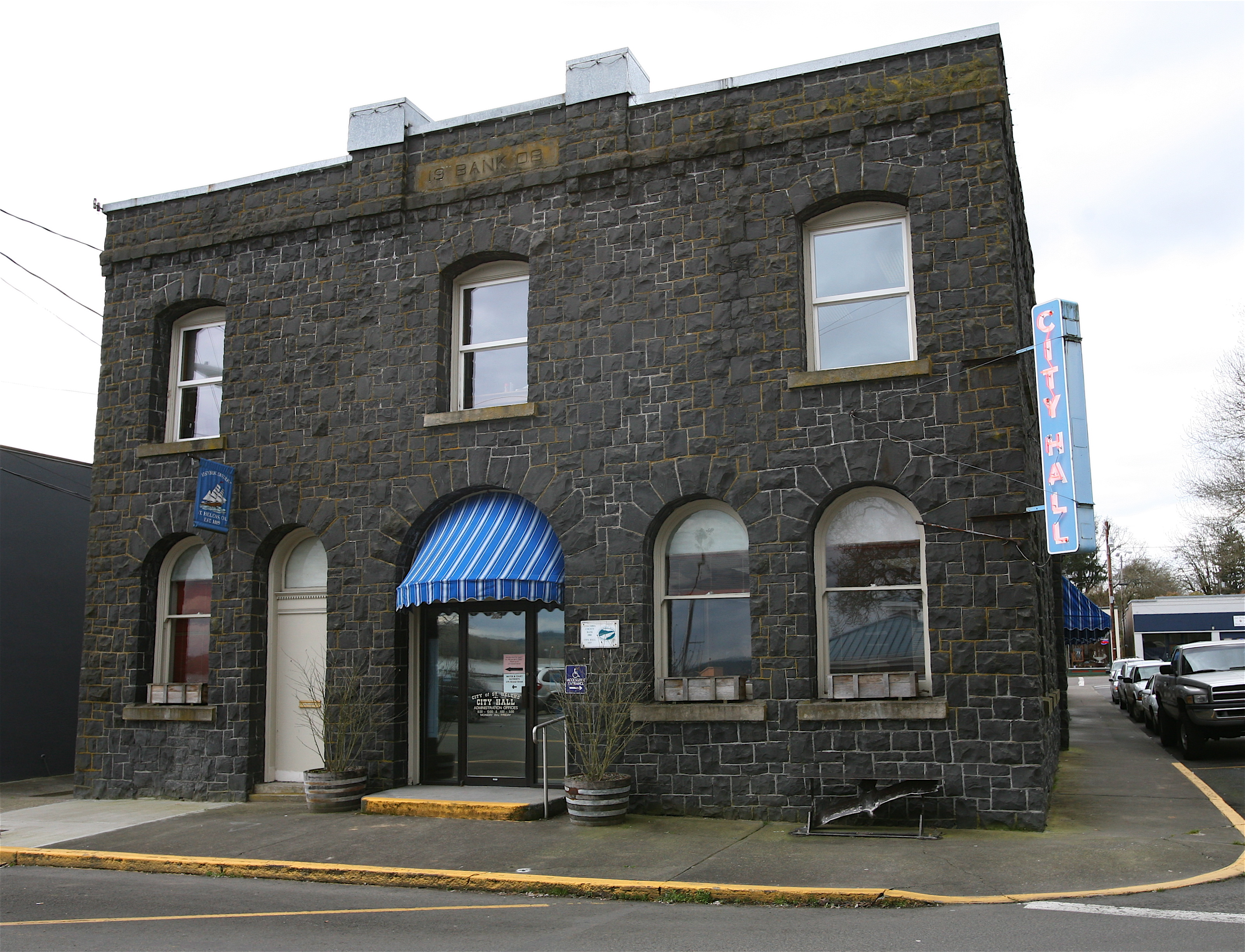
A városháza épülete

- Frank A. Moore – a Legfelsőbb Bíróság elnöke
- Holly Madison – modell
- Katee Sackhoff – színésznő
- Rob Mallicoat – baseballjátékos
- Robert Cornthwaite – színész

## Fordítás
Ez a szócikk részben vagy egészben  a   St. Helens, Oregon című angol Wikipédia-szócikk ezen változatának fordításán alapul.  Az eredeti cikk szerkesztőit annak laptörténete sorolja fel. Ez a jelzés csupán a megfogalmazás eredetét és a szerzői jogokat jelzi, nem szolgál a cikkben szereplő információk forrásmegjelöléseként.